# 교동초등학교 (원주시)
교동초등학교는 대한민국 강원특별자치도 원주시에 있는 초등학교다.

## 학교 연혁
- 1970.10.30 교동국민학교 설립 인가
- 1971.07.01 교동국민학교 개교(20학급)
- 1996.03.03 교동초등학교 개칭
- 2004.12.17 다목적실(호연관) 개관
- 2010.03.01 사교육비 절감형 창의경영학교 운영(2010-2012)
- 2012.03.01 강원행복더하기학교 지정 운영(2012-2015)
- 2014.12.10 그린스쿨 리모델링 준공
- 2015.03.01 제15대 김의태 교장 취임
- 2015.03.01 20학급 편성(특수학급 1학급 포함)
- 2015.03.02 신입생 57명 입학(남: 34명, 여: 23명)